# Кнуп, Адриан
Адриан Кнуп (род. 2 июля 1968, Листаль) — футболист, нападающий сборной Швейцарии.

## Клубная карьера
Начал карьеру в 1986 году в «Базеле», в 1988 перешёл в «Арау». В «Арау» Адриан провел только один сезон, после чего подписал контракт с «Люцерном». В 1990 году по итогам сезона Кнуп был назван лучшим игроком «Люцерна».
В 1992 году Кнуп перешёл в немецкий «Штутгарт». В 1994 сменил его на «Карлсруэ», с которым дошёл до финала Кубка Германии, уступив «Кайзерслаутерну». В 1996 году провел 5 матчей за турецкий «Галатасарай», после чего вернулся в «Базель», где и завершил карьеру в 1998 году.

## Карьера за национальную сборную
Он играл за швейцарскую национальную сборную с 1989 по 1996 годы. Он забил 26 голов в 49 матчах. Два из них он забил в матче против сборной Румынии, выиграв матч со счётом 4-1 на чемпионате мира по футболу 1994 против сборной США.